# Картрайт, Линн
Линн Ка́ртрайт (англ. Lynn Cartwright; 27 февраля 1927, Мак-Алестер, Оклахома — 2 января 2004, Лос-Анджелес, Калифорния) — американская характерная актриса кино и телевидения.

## Биография
Доралин Картрайт (настоящее имя актрисы) родилась 27 февраля 1927 года в городе Мак-Алестер (штат Оклахома, США). Отец — Уилбёрн Картрайт (1892—1979), был конгрессменом, майором (служил в 1943—1945 годах). Мать звали Кэрри (до брака носила фамилию Стэггс); сестра — Уилбёрта Мэй Картрайт (1928—?), стала художницей.
После окончания средней школы девушка обучалась в частном женском колледже «Стивенс» в городе Колумбия (штат Миссури); затем, в конце 1940-х годов, поступила в Американскую академию искусств и литературы в Нью-Йорке.
С 1955 года начала сниматься в телесериалах, с 1957 года, сменив имя с Доралин на Линн, — в кинофильмах. Широкой известности актриса не добилась: за 37 лет (с заметными перерывами) карьеры (1955—1992) она появилась в 37 фильмах (один из них был короткометражным, а ещё в двух она не была указана в титрах) и сериалах.
Линн Картрайт скончалась 2 января 2004 года в Лос-Анджелесе (штат Калифорния) от деменции. Похоронена на кладбище «Голливуд навсегда».
Личная жизнь
14 февраля 1950 года Картрайт вышла замуж за известного актёра и сценариста Лео Гордона (1922—2000). Пара прожила вместе более полувека до самой смерти мужа 26 декабря 2000 года. От брака осталась дочь Тейра.

## Избранная фильмография
| В титрах указана - 1958 — Плачущий убийца / The Cry Baby Killer — Джули - 1958 — Королева космоса / Queen of Outer Space — венерианка - 1959 — Женщина-оса / The Wasp Woman — Морин Рирдон, телефонистка - 1972 — Где болит? / Where Does It Hurt? — телефонистка - 1984 — Горячая линия / Lovelines — миссис Вудсон - 1987 — Малыши из мусорного бачка / The Garbage Pail Kids Movie — ведущая показа мод - 1992 — Их собственная лига / A League of Their Own — Дотти Хинсон в старости В титрах не указана - 1960 — Квартира / The Apartment — контролёр лифта с кликером - 1965 — Девочки на пляже / The Girls on the Beach — официантка | - 1955 — Приключения Рин Тин Тина / The Adventures of Rin Tin Tin — Сэл (в эпизоде The Last Chance) - 1955 — Я живу тремя жизнями / I Led 3 Lives — товарищ Найта (в эпизоде Exchange Student) - 1956 — Театр научной фантастики / Science Fiction Theatre — дежурная медсестра (в эпизоде Facsimile) - 1957—1959 — Дорожный патруль / Highway Patrol — разные роли (в 3 эпизодах) - 1958 — Альфред Хичкок представляет / Alfred Hitchcock Presents — Джин Собел (в эпизоде The Equalizer) - 1959 — Питер Ганн / Peter Gunn — Пола (в эпизоде Murder on the Midway) - 1959 — Бэт Мастерсон / Bat Masterson — Руби Ред (в эпизоде Garrison Finish) - 1960 — Мэверик / Maverick — Энн Шепард (в эпизоде A Bullet for the Teacher) - 1971—1972, 1975 — Адам-12 / Adam-12 — разные роли (в 3 эпизодах) - 1972 — Что-то зловещее / Something Evil — секретарша - 1980 — Маленький домик в прериях / Little House on the Prairie — Флоренс Гарнер Плац (в эпизоде Whatever Happened to the Class of '56?) - 1984 — Династия / Dynasty — заключённая (в эпизоде The Nightmare) - 1985 — Тихая пристань / Knots Landing — Джойс МакГлон (в эпизоде The Christening) |